# David Kuck
David Jerome Kuck (* 3. Oktober 1937 in Muskegon, Michigan) ist ein US-amerikanischer Computerentwickler und Informatiker.
Kuck studierte an der University of Michigan mit dem Bachelor-Abschluss 1959 sowie an der Northwestern University mit dem Master-Abschluss 1960 und der Promotion 1963. Von 1965 bis 1993 war er Professor an der University of Illinois at Urbana-Champaign. Dort war er von 1986 bis 1993 Direktor des Center for Supercomputing Research and Development (CSRD).
An der Universität war er Ende der 1970er Jahre (Parafrase Compiler 1977) ein Pionier in der Entwicklung von Compilern mit automatischer Vektorisierung und gründete 1979 Kuck and Associates (KAI), um Compiler für Vektor- und Parallelrechner zu entwickeln. Außerdem war er – als einziger Software-Experte – am ILLIAC-IV-Parallelrechner-Projekt der Universität beteiligt. In den 1980er Jahren leitete er das CEDAR-Projekt an der University of Illinois eines symmetrischen Multiprozessor-Supercomputers mit 32 Prozessoren und gemeinsamem Speicher (Shared Memory). Der Computer ging 1988 in Betrieb. Ab 1993 konzentrierte er sich auf seine Firma Kuck and Associates, die 2000 von Intel übernommen wurde. Er arbeitete danach für Intel als Intel Fellow in der Software und Services Group (SSG), Developer Products Division (DPD).
Kuck war Hauptarchitekt des Burroughs Scientific Processor (BSP) und des Alliant Multiprocessor. Er leistete wesentliche Beiträge zu OpenMP.
Er ist Mitglied der National Academy of Engineering und der American Association for the Advancement of Science. Er ist IEEE Fellow und Fellow der ACM. 1993 erhielt er den Eckert-Mauchly Award und 2011 den Computer Pioneer Award der IEEE Computer Society.
Sein Sohn Jonathan Kuck ist ein Eisschnellläufer, er war Silbermedaillen-Gewinner bei den Olympischen Spielen 2010 in der Teamverfolgung.

## Schriften
- Structures of computers and computation, Wiley 1978
- Parallel Processing of Ordinary Programs, Department of Computer Science, University of Illinois 1975
- High performance computing: challenges for future systems, Oxford University Press 1996